# Leiodytes nicobaricus
Leiodytes nicobaricus är en skalbaggsart som först beskrevs av Ludwig Redtenbacher 1867.  Leiodytes nicobaricus ingår i släktet Leiodytes och familjen dykare. Inga underarter finns listade i Catalogue of Life.